# Liste der Baudenkmale in Zickhusen
In der Liste der Baudenkmale in Zickhusen sind alle denkmalgeschützten Bauten der mecklenburgischen Gemeinde Zickhusen und ihrer Ortsteile aufgelistet. Grundlage ist die Veröffentlichung der Denkmalliste des Kreises Nordwestmecklenburg mit dem Stand vom 16. September 2020. 

## Baudenkmale nach Ortsteilen

### Zickhusen
| ID   | Lage                                      | Bezeichnung                                          | Beschreibung | Bild           |
| ---- | ----------------------------------------- | ---------------------------------------------------- | ------------ | -------------- |
| 1506 |                                           | Kirche m. Friedhof u. Grabstein Leibkutscher J. Host |              | Weitere Bilder |
| 1653 | B 106 (neben Wismarsche Straße 1) (Karte) | Meilenstein                                          |              | Meilenstein    |
| 1504 | Dorfstraße 4, 6                           | ehem. Meierei                                        |              |                |
|      | Zum Forsthaus1-6                          | Forsthof                                             |              |                |
| 1503 | Kirchplatz                                | Denkmal auf dem Kirchplatz und Grabkapelle           |              |                |
| 1507 | Lindenweg 5                               | Gutshaus                                             |              |                |
| 1501 | Wismarsche Straße 1                       | Wohnhaus                                             |              |                |
| 1502 | Wismarsche Straße 7, 9                    | Kate                                                 |              |                |

### Drispeth
| ID  | Lage                       | Bezeichnung                                      | Beschreibung | Bild           |
| --- | -------------------------- | ------------------------------------------------ | ------------ | -------------- |
| 296 | Alte Dorfstraße            | Dorfstraße mit Kopfsteinpflaster und Lindenallee |              |                |
| 291 | Alte Dorfstraße 11,13      | Schule                                           |              |                |
| 292 | Alte Dorfstraße 19         | Feldsteintrockenmauer                            |              |                |
| 293 | Alte Dorfstraße 23, 25     | Büdnerei                                         |              |                |
| 294 | Alte Dorfstraße 27, 29, 31 | Kate                                             |              |                |
| 289 | Alte Dorfstraße 3, 5       | Büdnerei                                         |              |                |
| 295 | Alte Dorfstraße 30         | Bauernhaus u. Wirtschaftsgebäude                 |              |                |
| 290 | Dorfstraße 7,9             | Büdnerei                                         |              |                |
| 297 | Dorfstraße/Dambecker Weg   | Kriegerdenkmal                                   |              | Kriegerdenkmal |

## Quelle
- Denkmalliste des Landkreises Nordwestmecklenburg (Stand: 9. November 2023; PDF, 1,2 MByte)